# بيل شيبارد
بيل شيبارد (بالإنجليزية: Bill Sheppard)‏ (1906 في المملكة المتحدة - 27 ديسمبر 1950 في المملكة المتحدة) هو لاعب كرة قدم بريطاني (وحمل سابقاً جنسية المملكة المتحدة لبريطانيا العظمى وأيرلندا) في مركز الهجوم. لعب مع كوفنتري سيتي وكوينز بارك رينجرز ونادي ليفربول ونادي واتفورد ونادي والسول ونادي تشستر سيتي وChester F.C. ‏ وTunbridge Wells F.C. ‏.